# Доњецки Иверски манастир
Иверски манастир (рус. Иверский монастырь) женски је манастир под јурисдикцијом Украјинске православне цркве на истоку Украјине. Налази се у Доњецку, на подручју самопроглашене Доњецке Народне Републике.
Манастир је основан 2001. на иницијативу митрополита Илариона и схиархимандрита Зосима, а име је добио по манастиру Ивирон на Светој Гори.
Манастир и манастирско гробље су тешко оштећени од стране украјинских снага безбедности током рата на истоку Украјине.

## Историјат
Манастир је отворен у децембру 2001. године у гробљанској цркви у част Иверске иконе Богородице као двориште манастира Светог Николе.
У децембру 2002. године манастир је добио независни статус одлуком Светог синода Украјинске православне цркве.
Почетком 2010. године, манастир се састојао од Свете Иберијске цркве са звоником, сестринске зграде и помоћних просторија. Такође у манастиру се налазио воћњак и јагодичасто поље од биљака којих је донирала Доњецка ботаничка башта.
У манастиру се чувала копија Иверске иконе Богородице, коју је на Светој Гори иконописао монах Јанис из руског манастира Пантелејмон а која је донета у Доњецк 1999. године. Пре овога, икона се шест месеци кретала у крсном ходу у различитим црквама.
У марту 2015. године на друштвеним мрежама се појавио видео како украјинске снаге безбедности пуцају на гробље Иверског манастира, где је сахрањено на стотине становника града. После овог гранатирања од манастира и гробова није остало практично ништа. Видео је на својој Фејсбук страници објавио помоћник Петра Порошенка Јури Бирјуков. Пуцњава је, очигледно, изведена у јесен. Појава снимка изазвала је налет огорчења на интернету због циничних коментара безбедносних снага ван екрана.